# Zeresh
Pour le personnage de dessin animé, voir Personnages des Mystérieuses Cités d'or#Antagonistes 2.
Zeresh ou Zarès est un personnage biblique du livre d'Esther. Elle est l'épouse de Haman, vizir du roi Assuérus, et le conseille dans son projet d'anéantir les Juifs de l'empire perse.
Elle est pendue avec Haman et leurs dix fils quand le dessein d'extermination se retourne contre eux.